# 红毛七属
红毛七属（学名：Caulophyllum）是小檗科下的一个属，为多年生草本植物。该属共有2种，分布于亚洲东北部和北美。